# Rolando Santos
Rolando Santos (Malabon, 9 maart 1929) is een Filipijns rooms-katholieke geestelijke. Santos werd in 2011 benoemd tot bisschop van het bisdom Alotau-Sideia in Papoea-Nieuw-Guinea.

## Biografie
Rolando Santos werd op 21 maart 1929 geboren in Malabon, toen nog in de Filipijnse provincie Rizal. Na de lagere school volgde hij onderwijs aan St Vincent's Minor Seminary in Valenzuela. In 1966 trad Santos toe tot de Congregatie der Missie. Hij voltooide zijn studie Filosofie en Theologie op het Mary Immaculate-seminarie in Northampton in de Verenigde Staten.
Santos werd op 1 juni 1974 tot priester gewijd. Nadien vervulde hij tot 2008 diverse posities in de Filipijnen. In zijn eerste jaar begeleidde hij studenten bij hun vorming in het St Vincent Ferrer-seminarie in Jaro, Iloilo City. Van 1975 tot 1981 was hij assistent priester van de parochie van Calumpang in Iloilo City en van 1981 tot 1983 was hij docent op het Vincentian Hills Seminary in Angono in Rizal. Van 1983 tot 1984 was Santos lid van het Missieteam voor de provincie en van 1984 tot 1987 rector van het St Vincent Seminary in Tandang Sora in Quezon City. Nadien was Santos tot 2001 directeur van Daughters of Charity en tot 2008 Superieur van de Lazarist-gemeenschap bij The Sanctuary.
Vanaf 2008 was Santos actief in Papoea-Nieuw-Guinea. Op 6 april 2011 door Santos door Paus Benedictus XVI benoemd tot bisschop van Alotau-Sideia. In 2019 kwam Santos in het nieuws toen hij misstanden door de politie van Papoea-Nieuw-Guinea aan de kaak stelde. Hij werd in eerste instantie gearresteerd, maar kwam later weer vrij.